# Kugelhorn
Das Kugelhorn ist ein 2126 m ü. A. (nach deutscher Vermessung: 2125 m ü. NHN) hoher Grasberg in den Allgäuer Alpen im Kamm, der vom Rauhhorn nach Süden zieht.
Dicht unterhalb des Gipfels des Kugelhorns verläuft auf der Nord- und Westseite der Jubiläumsweg. Von diesem kann der Gipfel über steile Gras- und Schrofenhänge unschwierig (Trittsicherheit erforderlich) erreicht werden.

## Bilder

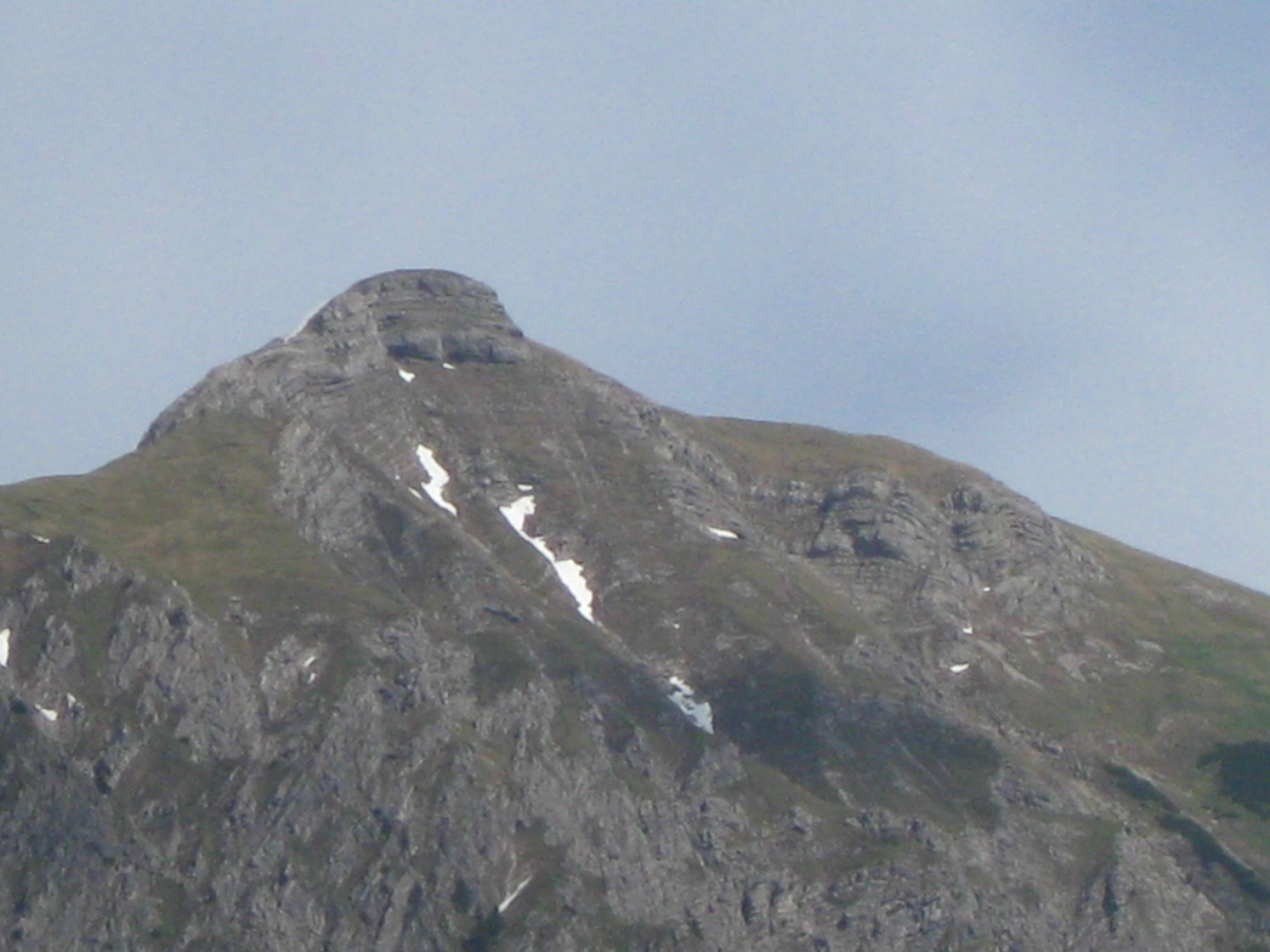
Gipfelaufbau
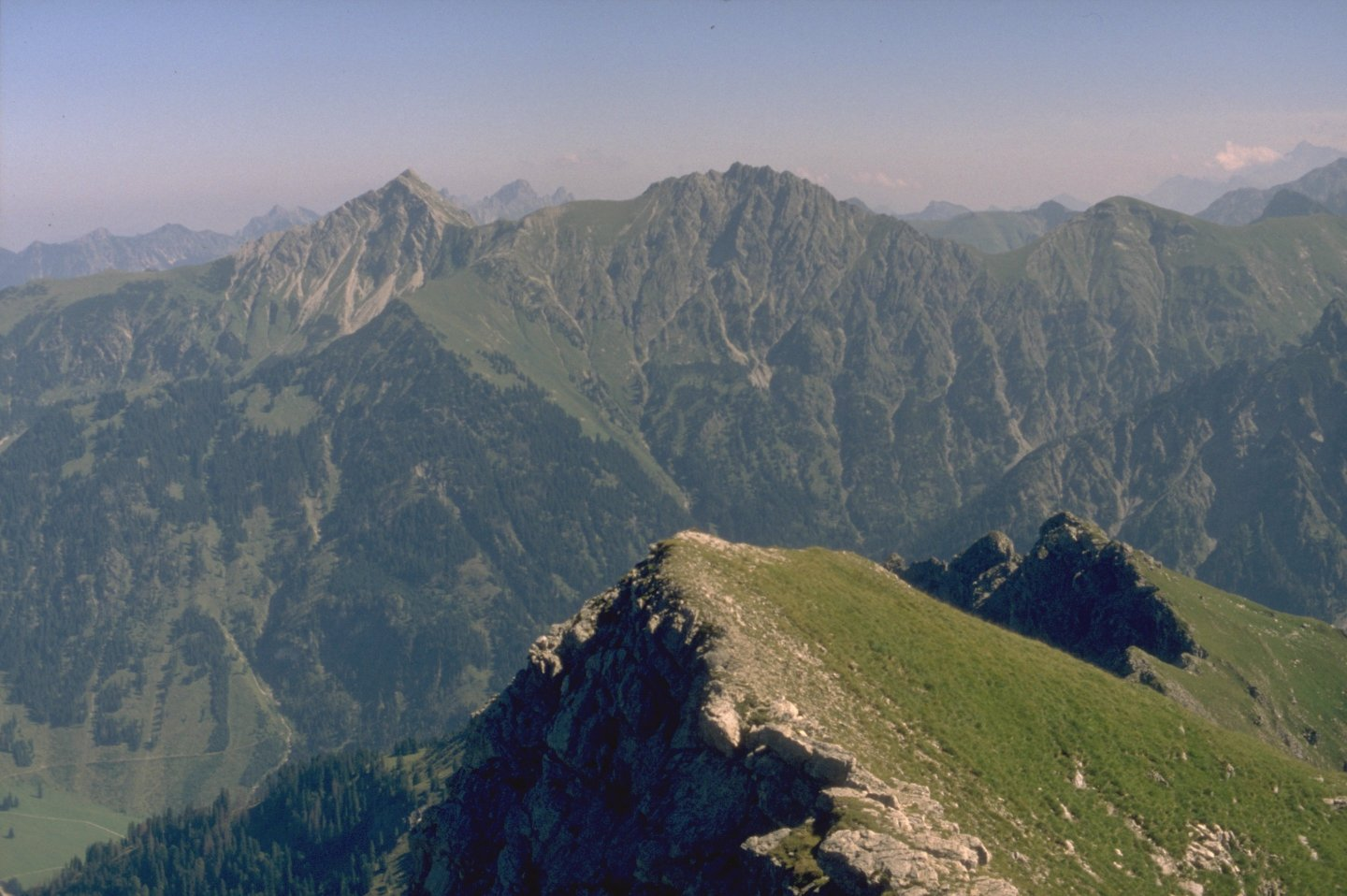
Gaishorn, Rauhhorn und Kugelhorn (hinten rechts)
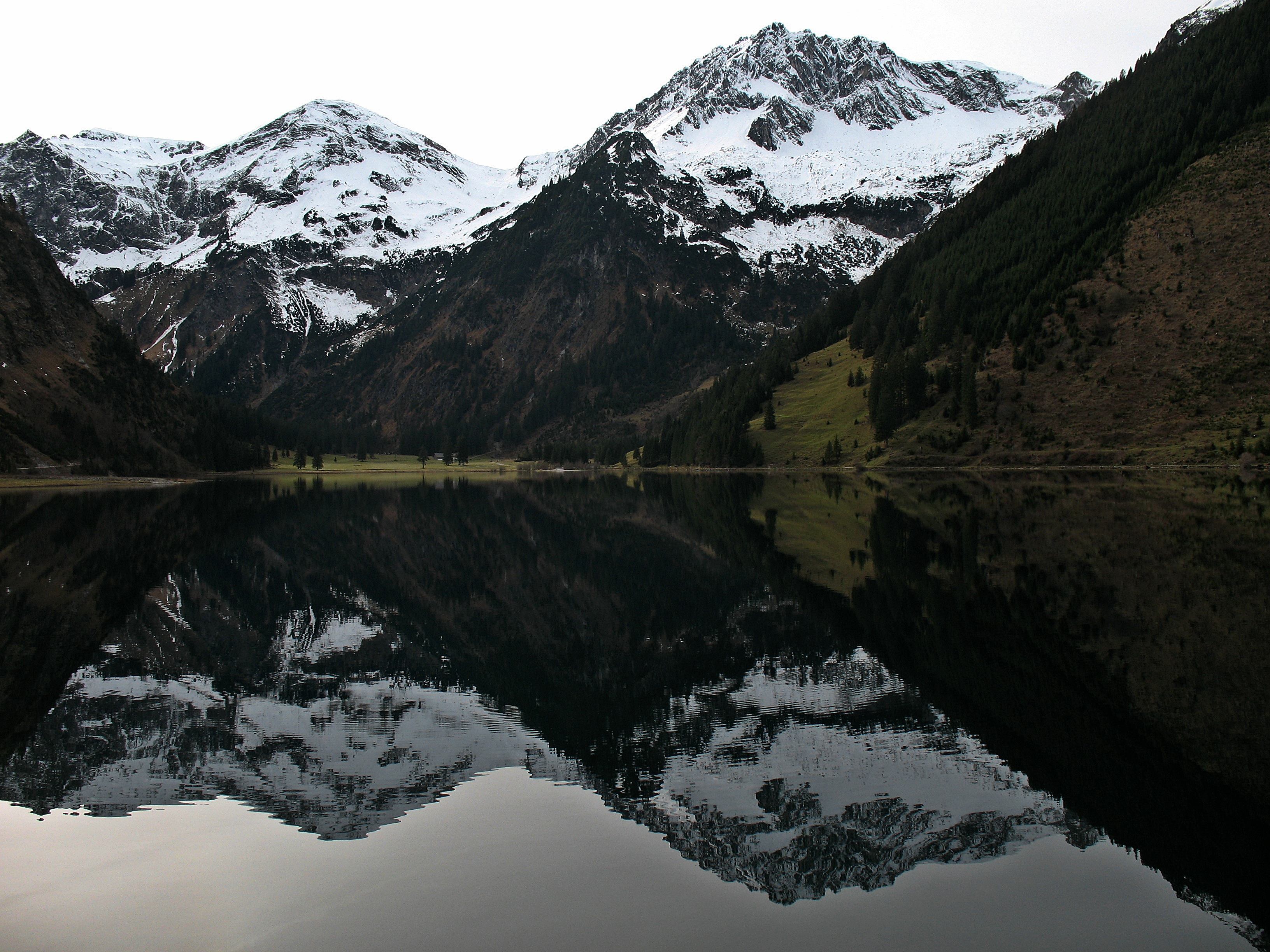
Kugelhorn, Rauhhorn und Vilsalpsee
Blick vom Neunerköpfle auf Kugelhorn, Rauhhorn und Gaishorn.